# Zij

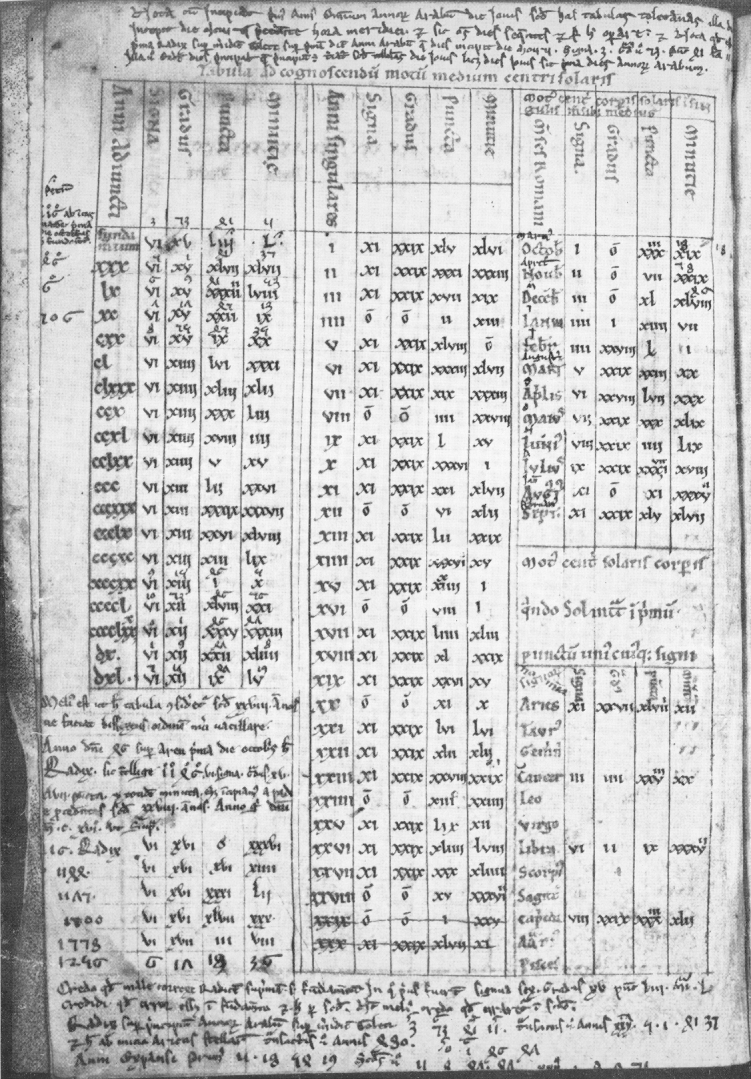
Tavola astronomica di al-Khwarizmi.

Uno zīj (in persiano زيج‎) designa nell'astronomia islamica un insieme di tavole che consentono di conoscere e rintracciare la posizione degli astri nel cielo a una data fissata. Non si tratta di trattati di astronomia teorica ma al contrario di trattati di astronomia pratica, orientati soprattutto all'astrologia, che rivestiva una grande importanza sociale all'epoca della loro realizzazione.

Più di 200 zīj sono stati elaborati dagli astronomi musulmani tra l'VIII secolo e il XV secolo, e alcuni - come la Tavola indiana di al-Khwarizmial-Khwārizmī - hanno attraversato i secoli.

## Origine
La parola deriva dal medio-persiano zih o zīg, parlato all'epoca dei Sasanidi, che significa corda. Il termine avrebbe per origine l'intreccio dei fili di un tessuto, per designare l'organizzazione dei dati tabellati in righe e colonne. Tali tavole sono a volte designate col nome di qānūn, che deriva dalla parola greca equivalente κανών che, oltre a significare "legge, canone", indica anche uno strumento a corde, chiamato appunto qānūn.

## Le influenze
Fin verso all'820, il mondo islamico subì, in materia astronomica, la forte influenza di due rilevanti tradizioni scientifiche.
L'influenza indiana iniziò a partire dal 770 con un'acquisizione di testi essenzialmente pratici, scritti in lingua araba, generalmente redatti in versi, in modo da poterli facilmente memorizzare, e contenenti parametri e ricette tecniche che permettevano di conoscere la posizione degli astri, senza interrogarsi sul perché dei loro movimenti apparenti.
 Non si trattava dunque unicamente di empirismo, come in certe tradizioni astronomiche, ma di trovare in maniera pratica la posizione degli astri e di formulare tavole per il calcolo. Queste tavole, chiamate Zīj-e Sindhind, per le quali non era necessario realizzare osservazioni astronomiche, si riferivano indubbiamente su un'astronomia di tipo teorico, le cui basi possono essere rintracciate tra i lavori di Ipparco e Tolomeo, oggi però perduti. L'introduzione del seno nel calcolo astronomico indiano è qui un fatto degno di nota.
La seconda influenza subita dall'astronomia islamica di quell'epoca è quella dei Persiani sasanidi, col loro Zīj-i Shāh che in parte si riferiva ai risultati di Tolomeo. 
L'influenza greca è attestata verso l'826-827 da una traduzione utilizzabile in lingua araba dell'Almagesto di Tolomeo. Essa introduceva un'astronomia di tipo teorico che cercava di costruire modelli geometrici che permettessero di spiegare cosa fosse il movimento degli astri, per arrivare a previsioni a lunghissimo termine, mentre le Tavole indiane (Zij al-Sindhind) consentivano solo previsioni a breve termine. Essa utilizzava Tavole elaborate in modo scientifico e teorico, basate su ragionamenti, a loro volta rifacentesi a osservazioni che permettevano di determinare il movimento degli astri.
 
Questa influenza rapidamente soppiantò la tradizione indiana nell'Oriente islamico.
Verso l'827–828 prendono il via a Damasco e a Baghdad osservazioni astronomiche improntate su un principio del tutto innovativo rispetto all'astronomia di tradizione greca: quello delle osservazioni continue. Il principio delle osservazioni continue è dunque ben precedente a Tycho Brahe, riconosciuto generalmente come il precursore del metodo. Così, nell'827–829 vi furono a Damasco due anni di osservazioni continue del Sole e della Luna.

## La Tavola indiana di al-Khwārizmī

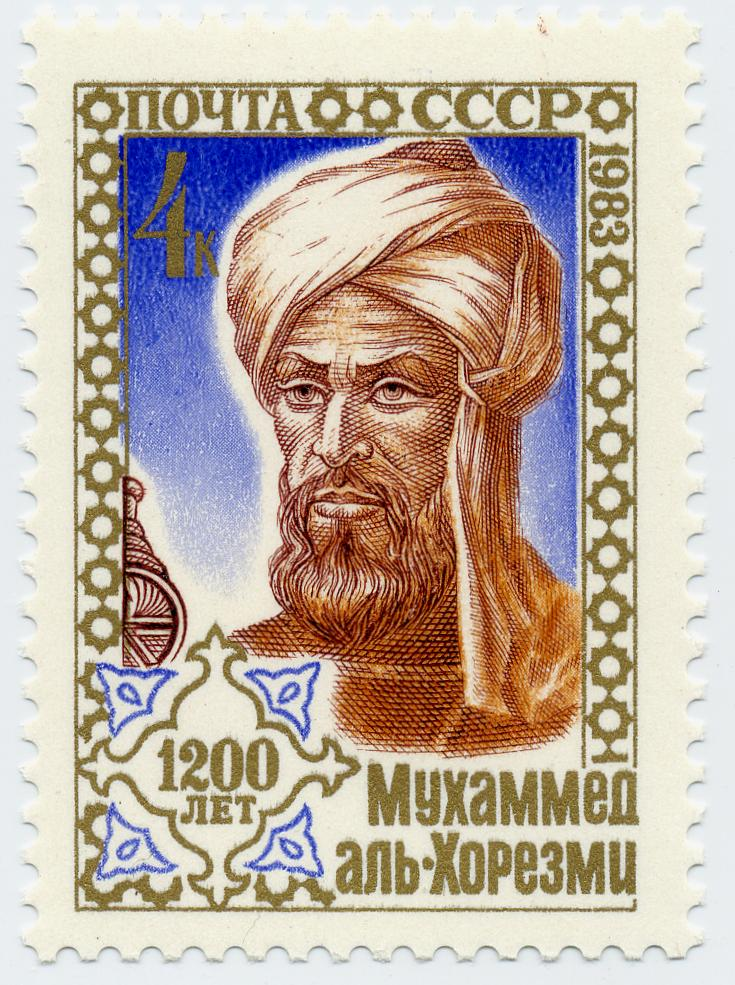
Muḥammad al-Khwārizmī, padre dell'algebra, compose lo Zīj al-Sindhind, una delle prime Tavole astronomiche in lingua araba.

Lo zīj più celebre è senza dubbio lo Zīj al-Sindhind, conosciuto col nome di Tavola indiana di al-Khwārizmī. La versione araba, che risale all'820, è oggi perduta.
 
Di tale testo esiste solo nella sua versione latina, edita nel 1914, condotta su una recensione dell'XI secolo. Fu tradotta in latino nel XIII secolo da Adelardo di Bath ma il testo originale resta accessibile solo grazie ad alcune parti che sono state aggiunte successivamente.
La versione latina si deve a Ibn al-Muthannā mentre in una parallela, condotta in Ebraico) si deduce che il lavoro di al-Khwārizmī conobbe due recensioni, la minore delle quali (corretta da Maslama al Majrīṭī per quanto riguarda la posizione di Cordova) fu quella usata da Adelardo.

Una trasmissione delle Tavole può essere rintracciata in El libro de los fundamentos de las tablas astronomicas of Abraham ben ʿEzra e nelle monografie di J. J. Burckhardt, di E. S. Kennedy e M. Janjanian, di Kennedy e W. Ukashah, e di O. Neugebauer.
La versione araba di al-Khwārizmī possedeva una tavola dei seni di base 150 (che è la base indiana), mentre le versioni seguenti hanno una base sessagesimale. La data scelta per l'origine delle Tavole è l'era persiana di Yazdegerd del 634, che era un anno tropico con mesi di trenta giorni e cinque giorni epagomeni: cosa pratica per un lavoro con sistema sessagesimale. 

Nella sua versione, al-Majoliti ha preso come anno d'origine quello dell'Egira (622) e ha dunque rifatto i calcoli per adattare le Tavole a questa data. 
La traduzione latina del Zīj al-Sindhind comincia con 31 pagine di spiegazione sul metodo di approntamento delle Tavole. Come ogni zīj, esso presenta considerazione sui calendari e comporta 114 Tavole, di cui la maggior parte dei parametri sono indiani. Le Tavole del Sole fanno allusione a sistemi vicini a quelli di Tolomeo e la presentazione di alcune Tavole riprende le Tavole facili di Tolomeo, che sono la sua ultima opera di astronomia. Contrariamente ad altri zīj, la Tavola indiana di al-Khwārizmī è stata giudicata tanto utile e preziosa da essere citata, commentata, tradotta e conservata attraverso i secoli: cosa che le rende un testo essenziale nella storia dell'astronomia.

## Lista dei zīj
- (AR) al-Zīj ʿalā Sīnī al-ʿArab (o Zīj al-Sindhind, "La Tavola astronomica indiana") — di Ibrāhīm al-Fazārī (morto nel 777) e di suo figlio Muḥammad b. Ibrāhīm al-Fazārī (morto verso l'806)
- (AR) al-Zīj al-maḥlūl min al-Sindhind li-darajāt daraja — di Yaʿqūb ibn Ṭāriq (morto nel 796)
- (AR) Zīj al-Sindhind al-Kabīr (La Grande Tavola astronomica indiana) (820) — di al-Khwarizmi (circa 780–850).
- (AR) Kitāb al-zīj al-ṣābiʾ (Libro della Tavola astronomica sabea) — di al-Battani (Albatenius) (853–929)
- (AR) Zīj al-ṣafāʾiḥ (Tavola dei dischi dell'astrolabio) — di Abū Jaʿfar al-Khāzin (900-971)
- (EN) Libro delle stelle fisse (964), di ʿAbd al-Raḥmān al-Ṣūfī (Azophi) (903–986)
- (AR) Zīj al-kabīr al-Ḥākimī — di Ibn Yunus (circa 950–1009)
- (AR) al-Zīj al-jamīʿ wa l-bāligh (La Tavola astronomica comprensiva e matura) — di Kūshiyār b. Labbān (971-1029)
- (LA) Tavole di Toledo — basate su Abū Isḥāq Ibrāhīm al-Zarqālī (Arzachel) (1028–1087)
- (AR) al-Zīj al-Sinjārī (Tavola astronomica di Sinjar - dal nome di un sovrano selgiuchide) — di Abū l-Fatḥ al-Khāzinī (fl. 1115–1130)
- (AR)  Zīj-i Īlkhānī (Tavola astronomica ilkhanide) — di Nasir al-Din al-Tusi (1201–1274)
- (AR) Khāqānī zīj (Tavola astronomica del Khāqān)— di al-Kashi (1380–1429)
- (AR) Zīj-i solṭānī (Tavola astronomica imperiale) (1437) — di Ulugh Beg
- (AR)  , noto in Italia come La perla non forata (1579-1580) — di Taqī al-Dīn Muḥammad ibn Maʿrūf